# Suède aux Jeux olympiques d'hiver de 2006
Cet article contient des informations sur la participation et les résultats de la Suède aux Jeux olympiques d'hiver de 2006 à Turin en Italie. La Suède était représentée par 106 athlètes.

## Médailles
|       | Médaille d'or | Médaille d'argent | Médaille de bronze | Total |
| ----- | ------------- | ----------------- | ------------------ | ----- |
| Suède | 7             | 2                 | 5                  | 14    |

- Liste des vainqueurs d'une médaille (par ordre chronologique)
  - Anna Dahlberg et Lina Andersson  en ski de fond en sprint par équipe F Résultats
  - Thobias Fredriksson et Björn Lind  en ski de fond en sprint par équipe H Résultats
  - Anja Pärson  en ski alpin descente F Résultats
  - Anna Carin Olofsson  en biathlon sprint 7,5 km Résultats
  - Anja Pärson  en ski alpin combiné F Résultats
  - Mats Larsson, Johan Olsson, Anders Södergren et Mathias Fredriksson  en ski de fond relais 4 × 10 km H Résultats
  - L'équipe de Suède de hockey sur glace féminin  en hockey sur glace féminin Résultats
  - Thobias Fredriksson  en ski de fond en sprint H Résultats
  - Björn Lind  en ski de fond en sprint H Résultats
  - Anja Pärson  en ski alpin en slalom F Résultats
  - Anette Norberg,Eva Lund, Cathrine Lindahl, Anna Svaerd et Ulrika Bergman  en curling féminin Résultats
  - Anna Ottosson  en ski alpin en Slalom géant F Résultats
  - Anna Carin Olofsson  au biathlon départ groupé 12,5 km F Résultats
  - L'équipe de Suède de hockey sur glace masculin  en hockey sur glace masculin Résultats

## Épreuves

### Biathlon
Hommes
Femmes

### Combiné nordique
Hommes

### Curling
Hommes
Femmes

### Hockey sur glace
Hommes
Femmes

### Patinage de vitesse
Hommes

### Saut à ski
Hommes

### Ski acrobatique
Hommes
Femmes

### Ski alpin
Hommes
Femmes
- Maria Pietilä Holmner

### Ski de fond
Hommes
Femmes

### Snowboard
Hommes
Femmes